# Provvidenti
Provvidenti község (comune) Olaszország Molise régiójában, Campobasso megyében.

## Fekvése
A megye központi részén fekszik. Határai: Casacalenda, Morrone del Sannio és Ripabottoni.

## Története
Első írásos említése a 13. századból származik. A következő századokban nemesi birtok volt. A 19. század elején, amikor a Nápolyi Királyságban felszámolták a feudalizmust, előbb Morrone del Sannio, majd 1820-ban önálló község lett.

## Népessége
A népesség számának alakulása:

## Főbb látnivalói
- Santa Maria Assunta-templom
- Madonna della Libera-templom